# Abold
Abold ist ein deutscher Familienname.

## Herkunft und Bedeutung
Abold ist ein Patronym.

## Namensträger
- Dimitri Abold (* 1995), deutscher Schauspieler